# La Chaux-du-Dombief
Chaux-du-Dombief é uma comuna francesa na região administrativa de Borgonha-Franco-Condado, no departamento de Jura. Estende-se por uma área de 21,65 km². Em 2010 a comuna tinha 570 habitantes (densidade: 26,3 hab./km²).